# Ustaoset
Ustaoset je vesnice v obci Hol v norském kraji Buskerud. Vesnice leží na železnici mezi Bergenem a Oslo a nachází se zde železniční stanice. V Ustaosetu je rovněž hotel a asi devět set chat. Jméno vesnice je odvozeno od jména jezera Ustevatn a z něj pramenící říčky Usteåne.